# Filipe Santos
Filipe Santos (25 de junho de 1984) é um velocista português, competindo pelo Benfica, especialista em provas dos 100 aos 400 metros, participou nos Jogos da Lusofonia de 2009, em Lisboa, na estafeta dos 4x400 metros e conquistou a medalha de prata.